# Lar'ëgan
Il Lar'ëgan (in russo Ларьёган?, anche Ларъёган o Ларь-Ёган) è un fiume della Russia, nella Siberia occidentale, affluente di sinistra dell'Ob'. Scorre nell'Aleksandrovskij rajon dell'Oblast' di Tomsk.

## Descrizione
Il Lar'ëgan ha origine dalle paludi di Vasjugan e scorre con direzione mediamente settentrionale. La sua lunghezza è di 216 km, l'area del suo bacino è di 3 610 km². Sfocia nell'Ob' in corrispondenza del villaggio di Larino, a monte della città di Streževoj.